# Bailiff
Bailiff ist im angelsächsischen Rechtskreis eine Bezeichnung für Gerichtsvollzieher und Gerichtsbeamte. Daneben werden und wurden auch Ämter mit exekutiven oder judikativen Funktionen als Bailiff, High Bailiff, Bailie u. ä. bezeichnet.
Die Bezeichnung stammt vom altfranzösischen Bailli (Vogt) ab.

## Entwicklung
In England bezeichnete Bailiff allgemein Beamte des Königs im Allgemeinen, wie Sheriffs, Bürgermeister, insbesondere den obersten Beamten eines Hundreds. Die Grafschaft, in der der Sheriff seine Gerichtsbarkeit ausübt, wird immer noch als eine bailiwick bezeichnet, während der Begriff Bailiff als Titel der obersten Richter verschiedener Städte und Verwalter von Königsschlössern, wie dem Hohen Bailiff von Westminster, dem Bailiff von Dover Castle usw. beibehalten wird. Im Feudalsystem war der Bailiff für die Überwachung der Bewirtschaftung des Lehens verantwortlich.

## England und Wales
In England und Wales hat sich der Begriff „Bailiff“ auch in der Neuzeit in Bezug auf Gerichtsvollzieher und Gerichtsbeamte erhalten. Nachdem der Tribunal, Courts and Enforcement Act von 2007 verabschiedet wurde, das das gesamte britische Justizsystem grundlegend veränderte, gibt es sieben Positionen, deren Inhaber allgemein als „Bailiff“ bezeichnet wurden. Es handelte sich um Beamte, die für die gerichtliche Vollstreckung der von den verschiedenen Zivilgerichten erlassenen Urteile (zur Zahlung von Schulden, Geldbußen, Steuern usw.) sorgten.
Die Civilian Enforcement Officers sind beim sogenannten Her Majesty's Courts Service (HMCS) angestellt und für die gerichtliche Vollstreckung der Magistrates' Courts zuständig – dies betrifft vor allem die Eintreibung der vom Gericht verhängten unbezahlten Geldbußen.
Die County Court Bailiffs sind ebenfalls beim HMCS angestellt und für die gerichtliche Zwangsvollstreckung der County Courts zuständig – hauptsächlich in Bezug auf die Vollstreckung nicht durchgeführter Zahlungen, die durch County Court Judgments (Urteile) verhängt wurden.
Die High Court enforcement officers sind bei Privatunternehmen angestellt und für die Zwangsvollstreckung für den High Court of Justice zuständig – haben fast die gleiche Funktion wie die County Court Bailiffs, mit Ausnahme der unterschiedlichen Gerichtskompetenzen.
Certificated bailiffs sind bei privaten Unternehmen angestellt und führen die Eintreibung verschiedener Forderungen im Auftrag von Organisationen wie z. B. lokalen Behörden durch. Sie können Vermögenswerte beschlagnahmen und verkaufen, um die fälligen Schulden zu tilgen. Sie haben auch eine Berechtigung, die es ihnen und nur ihnen erlaubt, die Beschlagnahme (Pfändung) wegen Nichtzahlung der Miete, Schulden aus Verkehrsstrafen (road traffic debts), Gemeindesteuern (council tax) und ausländischen Vermögenssteuern (non-domestic rates) durchzuführen. Sie dürfen kein Geld einziehen, das aufgrund von Anordnungen des Hight Court of Justice oder des County Court fällig ist.
Non-certificated bailiffs sind bei privaten Unternehmen angestellt und haben das Recht, durch Beschlagnahme und Verkauf von Schuldnervermögen für eine Vielzahl von Forderungen Geld einzuziehen, aber sie dürfen nicht in Fällen tätig werden, die qualifizierten Gerichtsvollziehern vorbehalten sind (Nichtzahlung von Miete, Verkehrsstrafen, lokalen Steuern und Wohnungseigentumsabgaben), geschweige denn die Einziehung von fälligen Beträgen nach Anordnungen des Hight Court of Justice oder des Landgerichts.
In England und Wales gibt es auch den water bailiff für die Überwachung von Gewässern und Bekämpfung illegale Fischerei. In der Regel sind dies Mitarbeiter der Umweltbehörde (Environment Agency).
In England und Wales ist der Bailiff eines „franchise“ oder „liberty“ der Beamte, der Verfügungen (writs) und Vorladungen (processes) ausführt und die Geschworenen innerhalb eines bestimmten Territoriums auswählt. Er wird vom Lord of Privilege ernannt, der im Sheriffs Act von 1887, § 34, als bailiff of the franchise definiert ist.
Ein Bailiff eines Sheriffs wird von einem Sheriff einer Grafschaft beschäftigt wird, um Verfügungen (writs), Vorladungen (processes), Zwangsvollstreckungen (distraints) und Festnahmen (arrests) durchzuführen. Da ein Sheriff für die Handlungen der in seinem Namen handelnden Beamten verantwortlich ist, sind seine Bailiffs jährlich mit einer Verpflichtung zur treuen Erfüllung ihres Amtes an ihn gebunden um die treue Ausübung ihres Amtes zu gewährleisten und werden daher bound bailiffs genannt. Sie werden oft auch als bum-bailiffs oder, kurz gesagt, als bums bezeichnet. Laut Oxford English Dictionary ist dies eine Anspielung darauf, wie man den Täter eines Verbrechens fängt. Special Bailiffs sind vom Sheriff auf Antrag eines Klägers ernannte Beamte zum Zwecke der Durchführung eines bestimmten Verfahrens. Die Bestellung eines Special Bailiffs entlastet den Sheriff von jeglicher Verantwortung, bis die Partei verhaftet und in das eigentliche Sorgerecht des Sheriffs gebracht wird.
Nach dem County Courts Act von 1888 gibt es einen oder mehrere High Bailiffs, die vom Richter ernannt und vom Lordkanzler abgesetzt werden können. Jede Person mit der Funktion eines High Bailiffs hat die Befugnis eine ausreichende Anzahl von fähigen und geeigneten Personen zu ernennen, die ihn als Bailiff unterstützen und nach Belieben entlassen werden können. Die Pflicht des Bailiff besteht darin, alle Vorladungen und Anordnungen zu erfüllen und alle vom Gericht ausgestellten Haftbefehle, Vorschriften und Schreiben auszuführen. Der High Bailiff ist für alle Handlungen und Versäumnisse von sich selbst und der zu seiner Unterstützung bestimmten Gerichtsvollzieher verantwortlich, so wie ein Sheriff einer Grafschaft für seine Handlungen und Versäumnisse und seiner Beamten verantwortlich ist. Nach demselben Gesetz (§ 49) sind Bailiffs für jede Duldung, Unterlassung oder Versäumnis zur Ausführung einer solchen Vollstreckung verantwortlich. Gegen einen auf Anordnung des Gerichts handelnden Bailiff kann ohne Einhaltung einer Frist von sechs Tagen keine Klage erhoben werden (§54). Jede richterliche Anordnung an einen Bailiff, ein Anwesen in Besitz zu nehmen, rechtfertigt ihn, die im Beschluss genannten Räumlichkeiten zu betreten und in Besitz zu nehmen, vorausgesetzt, die Zutritt erfolgt zwischen 9.00 Uhr und 16.00 Uhr (§ 142). Der Law of Distress Amendment Act von 1888 sieht vor, dass niemand als Bailiff auftreten darf, um eine Pfändung zur Miete zu erheben, es sei denn, er ist von einem Bezirksrichter als Bailiff dazu ermächtigt.
Mit dem Inkrafttreten der §§ 63 und 64 des Tribunal, Courts and Enforcement Act 2007 wurde das Amt der Bailiffs im Vollstreckungsverfahren (d. h. Inkasso) abgeschafft und durch ein moderneres System von certificated enforcement agents (zertifizierte Vollzugsbeamte), d. h. Gerichtsvollziehern mit besonderen Anforderungen und spezifischen Qualifikationen, ersetzt.

## Schottland
Die schottische Form dieses Amtes sind die bailie. Die bailies fungierten als Richter der burghs im schottischen Verwaltungssystem bis 1975, als das System der burghs und Grafschaften durch ein zweistufiges System von Regionen und Distrikten ersetzt wurde. Das zweistufige System wurde dann durch die Council Area ersetzt (siehe Verwaltungsgliederung Schottlands).
Nach den neuen Bestimmungen wurden die bailies abgeschafft und durch Friedensrichter ersetzt, die in den Bezirksgerichten Schottlands tätig waren. Der Begriff bailie wird jedoch nach wie vor vom Stadtrat von Glasgow als Ehrentitel für eine Reihe von leitenden Ratsmitgliedern verwendet, die an die Stelle des Bürgermeisters (hier Lord Provost genannt) treten können.
Das schottische Äquivalent des Bailiffs eines Sheriffs oder High Bailiffs ist der „Sheriff Officer“ für den „Sheriff Court“ oder der „messenger-at-arms“ für den „Court of Session“. Dieses Amt wurden durch §60 des Bankruptcy and Diligence etc. (Scotland) Act 2007 (Schottisches Konkursrecht) aufgehoben und durch das Amt des judicial officer gemäß §57 Abs. 1 des gleichen Gesetzes ersetzt.
In Schottland gibt es auch einen Water-Bailiff, das befugt ist, die Rechtsvorschriften über die illegale Lachs- und Forellenfischerei durchzusetzen.

## Kanalinseln

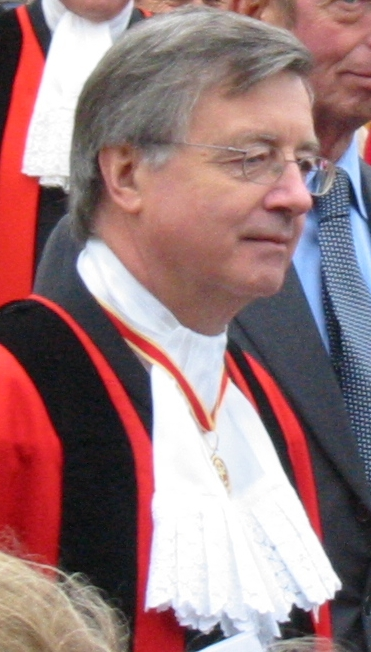
Sir Philip Bailhache, Bailiff von Jersey, in einer Amtstracht am Jahrestag der Befreiung, 9. Mai 2007

Der Bailiff ist der oberste Staatsbeamte in jedem der beiden Bailiwicks (Jersey und Guernsey), in welche die Kanalinseln unterteilt sind. Er wird von der Krone ernannt und führt das Amt bis zum Ruhestand. Er führt den Vorsitz als Richter am Royal Court und vertritt die Meinung der Beamten, die ihn als Richter unterstützen, der sogenannten Juraten. Er ist Parlamentspräsident in den States of Jersey bzw. States of Guernsey und vertritt die Krone bei zivilen Zeremonien (vgl. Lord Lieutenant). Als Gerichtspräsident muss der Bailiff von Jersey bzw. Guernsey ein zugelassener Anwalt sein.

## Isle of Man
Auf der Isle of Man ist der High Bailiff der oberste Richter.

## Kanada
In einigen Teilen Kanadas sind die Bailiffs für die Benachrichtigung über gerichtliche Vorladungen verantwortlich (legal processes). Zu den Aufgaben des Bailiff gehören in bestimmten Landesteilen auch die Zustellung von Rechtsdokumenten, Klagen auf Rückgabe des Besitzes und Zwangsräumungen gemäß Gerichtsentscheidungen, die Anbringung von Parkkrallen an Fahrzeugen und die Vollstreckung von Haftbefehlen. Einige Landesteile verlangen von den Kandidaten eine spezielle juristische Ausbildung und einen Abschluss um Bailiff zu werden.

### Ontario
In Ontario bieten provincial bailiffs den primären Transport von Gefangenen zwischen Gefängnissen an. Nach dem Ministry of Correctional Services Act (Ontario) haben Bailiff während des Gefangenentransportes Polizeibefugnisse. Bei Bedarf werden die correctional officers (Strafvollzugsbeamte) als Bailiff für kurz- und langfristige Einsätze eingesetzt; andererseits werden hauptberufliche Bailiff in der Regel aus den Reihen der Strafvollzugsbeamten rekrutiert. Die Provinz-Bailiff sind mit Schlagstöcken und Pfefferspray bewaffnet und unterstehen dem Ministry of Community Safety and Correctional Services der Provinz Ontario. Aufgaben, die normalerweise von Bailiff in anderen kanadischen Gerichtsbezirken getätigt werden, wie Zwangsräumungen, Beschlagnahmen und andere Zivilsachen, werden von den Sheriffs wahrgenommen, die dem Büro des Generalstaatsanwalts von Ontario (Attorney General of Ontario) unterstehen, was dem des Justizministers auf Provinzebene entspricht.

## Vereinigte Staaten
In den Vereinigten Staaten verwenden viele umgangssprachlich das Wort „Bailiff“ für einen peace officer zu beziehen, der für die Sicherheit des Gerichts sorgt. Häufiger sind diese Gerichtsvollzieher Gesetzeshüter, wie zum Beispiel Hilfssheriffs, Marshals oder Constables. Die Terminologie variiert jedoch zwischen den Staaten (und manchmal sogar innerhalb eines Staates).
Im Rahmen seines Personals kann das Gericht auf Anordnung die Gerichtsdiener zu peace officers ernennen, die innerhalb der für die Ernennung vorgesehenen Fristen über die normalerweise den Polizeibeamten übertragenen Befugnisse verfügen, einschließlich die Befugnis zur Verhaftung in einem Strafverfahren, sofern die Ausübung dieser Befugnisse auf Gebäude oder Sachen beschränkt ist, die als Gerichtssaal oder zur Unterstützung gerichtlicher Funktionen unterhalten oder genutzt werden.
Unabhängig von der Bezeichnung sind die peace officers des Gerichts ist häufig für die Zustellung von Gerichtsvorladungen sowie für die Beschlagnahme und den Verkauf von Immobilien zuständig (z. B. Aufheben der Kaution oder Zwangsvollstreckung). So kann beispielsweise ein Gerichtsvollzieher für die Sicherheit des Gerichtssaals sorgen, während sich der Sheriff mit Beschlagnahmungen befasst.